# Horário de verão em Portugal
O horário de verão em Portugal é adotado desde 1916, sendo que desde então não houve horário de verão em catorze anos. O período de vigência foi bastante variado até 1997, quando o Parlamento Europeu uniformizou o horário de verão na Europa.
Desde 1996, o horário de verão em Portugal verifica-se a partir do último domingo de março até ao último domingo de outubro e corresponde ao Horário de Verão da Europa Ocidental.

## Fim do horário de verão
A União Europeia aprovou em março de 2019 que a partir de 2021, o horário de verão deixaria de entrar em vigor nos países que compõem o bloco.. Com isso, cada país terá que optar em manter o horário de inverno ou o de verão oficialmente.